# Bom de Dança
Bom de Dança é o décimo terceiro álbum da dupla sertaneja brasileira Rick & Renner, lançado em 2006 pela Warner Music. O álbum, como o nome sugere, foi feito para dançar, com 15 faixas sem intervalo entre elas. Recebeu disco de ouro pela ABPD e vendeu mais de 50.000.

## Faixas
| N.º | Título                  | Compositor(es) | Duração |  |
| 1.  | "Pra Dar Um Picote"     | Rick           | 3:07    |  |
| 2.  | "Piseiro"               | Rick/Pinocchio | 3:13    |  |
| 3.  | "Berrando Que Nem Boi"  | Rick/Alexandre | 3:53    |  |
| 4.  | "Fujona"                | Rick           | 3:40    |  |
| 5.  | "Se Apertar Ela Dá"     | Jovelino       | 3:58    |  |
| 6.  | "Quem Chorou Fui Eu"    | Rick           | 3:33    |  |
| 7.  | "Calundu"               | Rick/Monalisa  | 3:03    |  |
| 8.  | "Eu e o Sabiá"          | Rick           | 3:49    |  |
| 9.  | "Só Coisá"              | Rick/Alexandre | 3:00    |  |
| 10. | "Cê Tá Querendo o Que?" | Rick           | 3:14    |  |
| 11. | "Tem Alguém Aí"         | Rick/Gino      | 3:24    |  |
| 12. | "Uma Foto Sua"          | Rick           | 3:48    |  |
| 13. | "Na Vara"               | Rick           | 2:57    |  |
| 14. | "Aqui Não Paixão"       | Rick/Alexandre | 3:35    |  |
| 15. | "Mulherada"             | Rick/Pinocchio | 3:11    |  |

## Certificações
| País          | Certificação | Data | Vendas certificadas |
| ------------- | ------------ | ---- | ------------------- |
| Brasil (ABPD) | Ouro         | 2006 | 50.000              |